# Psilocerea harmonia
Psilocerea harmonia is een vlinder uit de familie spanners (Geometridae). De wetenschappelijke naam van deze soort is voor het eerst geldig gepubliceerd in 1932 door de Engelse entomoloog Louis Beethoven Prout. De vlinder was in 1911 verzameld op Grande Comore door G.F. Leigh.
De soort komt voor in tropisch Afrika.